# Ruś Szlachtowska

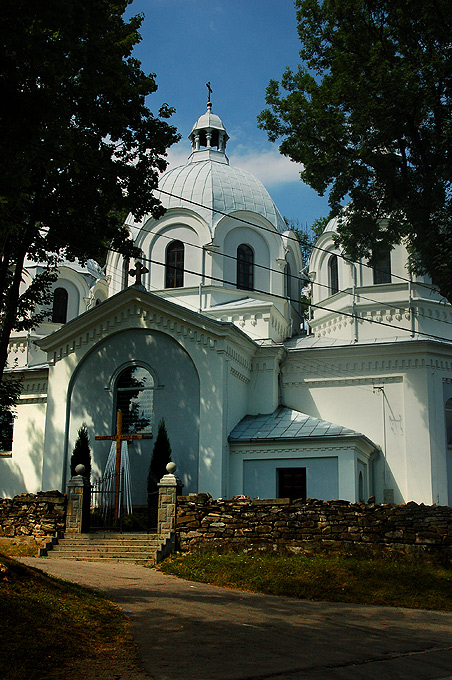
Cerkiew w Szlachtowej, obecnie kościół rzymskokatolicki

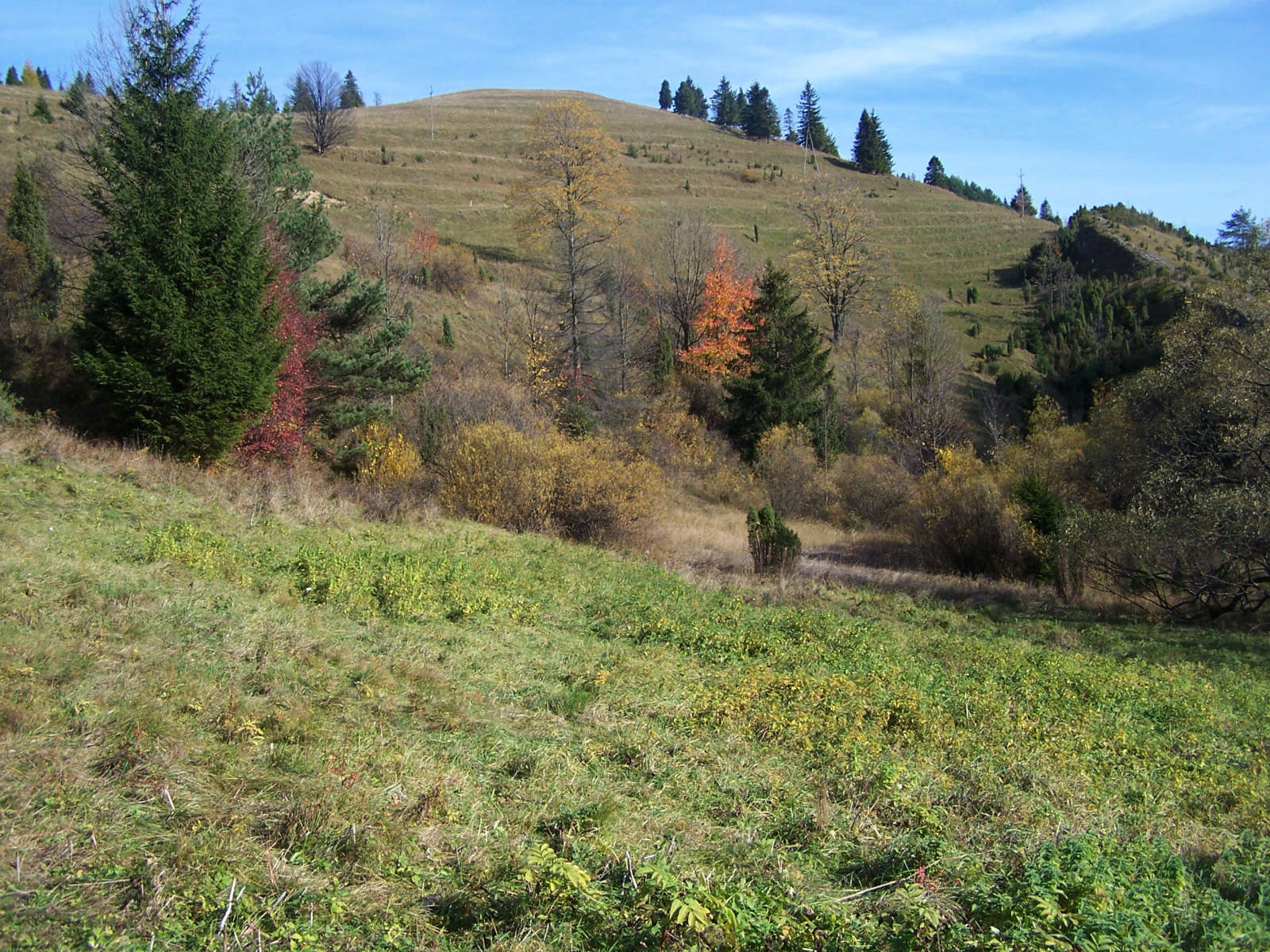
Zarastające pola uprawne wsi Biała Woda

Ruś Szlachtowska (j. łemkowski Шляхтівска Русь) – nazwa wymyślona w latach trzydziestych XX wieku przez prof. Romana Reinfussa i odnosząca się do regionu czterech wsi w dolinie Ruskiego Potoku (obecna nazwa: Grajcarek). Wspomniane wsie to Biała i Czarna Woda oraz  Jaworki i Szlachtowa.

## Historia
Tereny późniejszej Rusi Szlachtowskiej stanowiły od 1257 r. część oprawy wiannej księżnej Kunegundy, żony Bolesława V Wstydliwego, a następnie weszły w skład majątku ufundowanego przez nią klasztoru klarysek w Starym Sączu. W późniejszych czasach stanowiły własność prywatną, należąc do często zmieniających się właścicieli. W XIV, a zwłaszcza w XV w. napłynęły tu ze wschodu grupy koczowniczych pasterzy "wołoskich", wśród których jednak dominował element rusiński. Ci z nich, którzy zaniechali dalszej wędrówki na zachód wzdłuż grzbietu Karpat, zostali z czasem zmuszeni do osiedlenia się na stałe, tworząc cztery wspomniane wsie. Teren ten, o wyraźnie zaznaczonych morfologicznie granicach, nie wpadał pod jurysdykcję starostów czorsztyńskich, stanowiąc część klucza ziemskiego z siedzibą w Nawojowej.

## Region etnograficzny
Obszar osadnictwa rusińskiego, jednak geograficznie odizolowany od zwartego osadnictwa łemkowskiego i różniący się kulturowo od Łemkowszczyzny.
Od reszty osadnictwa rusińskiego w Polsce terytorium to było oddzielone lesistym pasmem Beskidu Sądeckiego oraz zasiedloną przez Polaków doliną Popradu. Przez grzbiet Małych Pienin bezpośrednio graniczyło jednak z wsiami rusińskimi na Spiszu, Lipnikiem Wielkim, Folwarkiem i Litmanową. 
Według Reinfussa przed I wojną światową (i oddzieleniem granicą polityczną) mieszkańcy Rusi Szlachtowskiej żyli w bliskich stosunkach z Rusinami spiskimi (stosunki ekonomiczne, wzajemne małżeństwa). Rusini Szlachtowscy byli przez nich określani jako Rusnaki pilśki, Zahoriane i Cotaki (ostatnie określenie miałoby pochodzić od stosowania zaimka pytającego co?, zamiast ruskiego szto?). Drogą kontaktów z Rusinami spiskimi na Ruś Szlachtowską przenikały wpływy słowackie.
Ze względu na brak bezpośrednich relacji między Rusinami Szlachtowskimi a Łemkami nie wytworzyły się istotne stosunki między tymi grupami. Rusini Szlachtowscy byli świadomi zarówno odrębności kulturowych od Łemków (w gwarze, stroju, budownictwie, zwyczajach), jak i podobieństwa językowego oraz religijnego.
Natomiast bardzo wyraźne było poczucie odrębności Rusinów Szlachtowskich od Polaków - spowodowane przede wszystkim różnicami językowymi i wyznaniowymi (wyznawali grekokatolicyzm). Samookreślali się oni jako Rusnaki, a swoją mowę nazywali jawirską.

## Historia po 1945
Większość mieszkańców wyjechała do Ukraińskiej SRR już 1945 w ramach wymiany mieszkańców pomiędzy Polską i Związkiem Radzieckim. W ramach Akcji „Wisła” w 1947 do opuszczenia tego terenu zmuszono nieliczne, pozostające tam jeszcze rodziny Łemków (ok. 350 osób). Do 1945 żyło tu 2100 Łemków. 
Pierwszy etap wysiedleń był w zasadzie dobrowolny i odbywał się na mocy zawartego między Polską i ZSRR układu o przesiedleniach ludności polskiej i ukraińskiej. O ile w innych rejonach zamieszkanych przez Łemków dobrowolnie przeniosło się ich bardzo niewielu, to Ruś Szlachtowską na tym etapie opuściła ich większość, bo aż 1857 ludzi. Pozostały tylko 23 rodziny. Z dokumentacji wywozowej wynika, że tylko co dziesiąta rodzina zabierała ze sobą konia (każda zaś jedną krowę i zwykle dwie owce lub kozy), co może świadczyć o tym, jak biedni to byli ludzie. W 1947 część Łemków powróciła do swoich domów i zaczęła się upominać o zwrot gospodarstw, ale niektóre z nich były już zajęte przez napływającą z Podhala ludność polską. W 1947 w ramach Akcji „Wisła” przymusowo wysiedlono niemal wszystkich Łemków (w gminie Szczawnica pozostało tylko 18 osób). Mieli jedną godzinę na spakowanie się. Według innego źródła 103 Łemków wysiedlono na początku 1950.
Obecnie wieś Biała Woda nie istnieje, ocalała część wsi Czarna Woda administracyjnie należy do Jaworek. Po Akcji „Wisła” zarówno Szlachtową, jak i Jaworki zasiedliła ludność z terenów Podhala i Spiszu.

## Demografia

### Narodowość
| Miejscowość | ruska | polska | żydowska | niemiecka |
| ----------- | ----- | ------ | -------- | --------- |
| Biała Woda  | 462   | 1      | -        | -         |
| Czarna Woda | 274   | 4      | -        | -         |
| Jaworki     | 545   | 2      | 5        | -         |
| Szlachtowa  | 586   | 19     | 2        | 6         |
| Razem       | 1867  | 26     | 7        | 6         |

### Religia
| Miejscowość | Grekokatolicyzm | Rzymskokatolicyzm | Judaizm |
| ----------- | --------------- | ----------------- | ------- |
| Biała Woda  | 462             | 1                 | -       |
| Czarna Woda | 273             | 5                 | -       |
| Jaworki     | 545             | 2                 | 5       |
| Szlachtowa  | 585             | 26                | 2       |
| Razem       | 1865            | 34                | 7       |